# Katie Melua

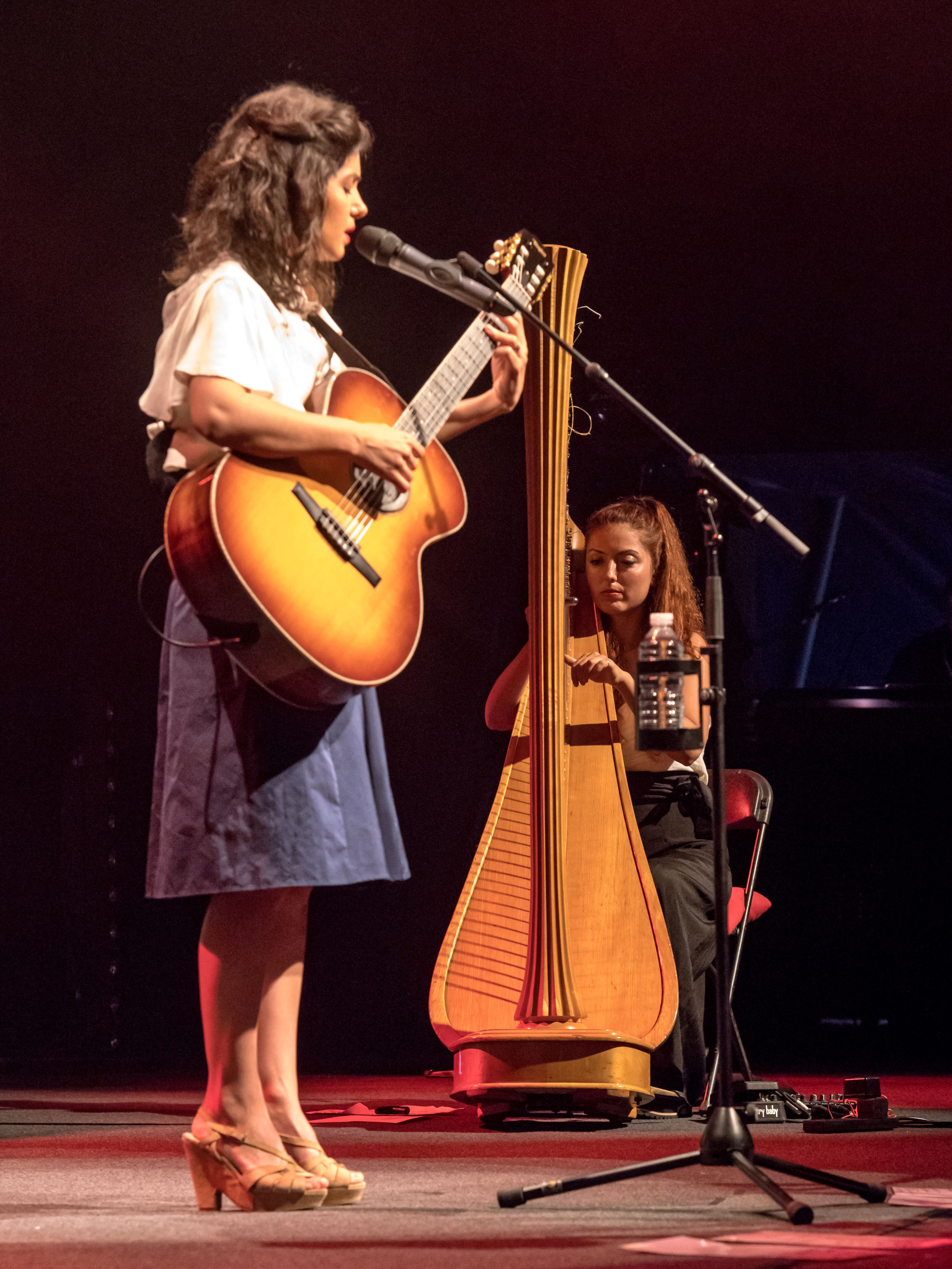
Zelt Musik Festival 2016, Freiburg, Germania

Ketevan „Katie” Melua (în georgiană: ქეთევან „ქეთი” მელუა, n. 16 septembrie 1984, Kutaisi, Republica Sovietică Socialistă Gruzină, URSS) este o cântăreață, muziciană și compozitoare originară din Georgia, naturalizată în Regatul Unit.

## Discografie

### Albume de studio
- Call Off the Search (2003)
- Piece by Piece (2005)
- Pictures (2007)
- The House (2010)
- Secret Symphony (2012)
- Ketevan (2013)
- In Winter (2016)
- Album No. 8 (2020)
- Love & Money (2023)